# كوم الويسية
كوم الويسية هي إحدى القرى الواقعة تحت السيادة السورية, التابعة لمركز خان أرنبة التابع لمحافظة القنيطرة في هضبة الجولان بجنوب غرب سوريا.